# Ellis Kohs
Pour les articles homonymes, voir Kohs.
Ellis B. Kohs (né le 12 mai 1916 à Chicago et décédé à Los Angeles le 17 mai 2000) est un musicologue et compositeur américain, professeur à l'université de Californie du Sud.

## Biographie
Il est le fils de Pauline Bonoff, une institutrice d'origine russe, et de Samuel Kohs, psychologue et inventeur des cubes de Kohs. Il grandit à San Francisco et prend ses premières leçons de musique au conservatoire de la ville. En 1928, la famille emménage à New York et il intègre le Institute of Musical Art. Il poursuit sa formation à l'université de Chicago où il étudie la composition avec Carl Bricken. Il obtient son doctorat en 1938 et retourne à New York, où il est admis à la Juilliard School. Il y poursuit l'étude de la composition avec Bernard Wagenaar, ainsi qu'à l'université Harvard où il reçoit l'enseignement de Walter Piston et en musicologie de Willi Apel et Hugo Leichtentritt. De 1943 à 1946, il dirige la fanfare militaire (Army and Air Force) à Fort Benning (Géorgie), St. Joseph (Missouri) et à Nashville. Après la guerre, il entre à l'université Wesleyenne, où il enseigne la composition de 1946 à 1948 et au conservatoire de Kansas City, pendant les étés 1946 et 1947.
Il s'installe en Californie en 1948 et enseigne à l'université du Pacifique et à l'université Stanford. Il commence à enseigner à l'université de Californie du Sud à partir de 1950 où il restera pendant 38 ans. Il est titulaire de la chaire de théorie de la musique pendant plusieurs années.

## Œuvres

### Compositions musicales
- Amerika, opéra basé sur la nouvelle de Kafka, 1969
- Lohiau et Hiiaka, une pièce chorégraphique d'après une légende hawaïenne
- Concerto pour orchestre (1942)
- Concerto pour violoncelle (1947)
- Concerto pour violon (1980)
- Deux symphonies de 1950 et 1957.
- Pièces vocales d'après des chants des Indiens Navajo
- The Lord Ascendant, œuvre vocale tirée de l'Épopée de Gilgamesh

### Ouvrages
- Music Theory
- Musical Form
- Musical Composition: Projects in Ways and Means